# John Stringfellow

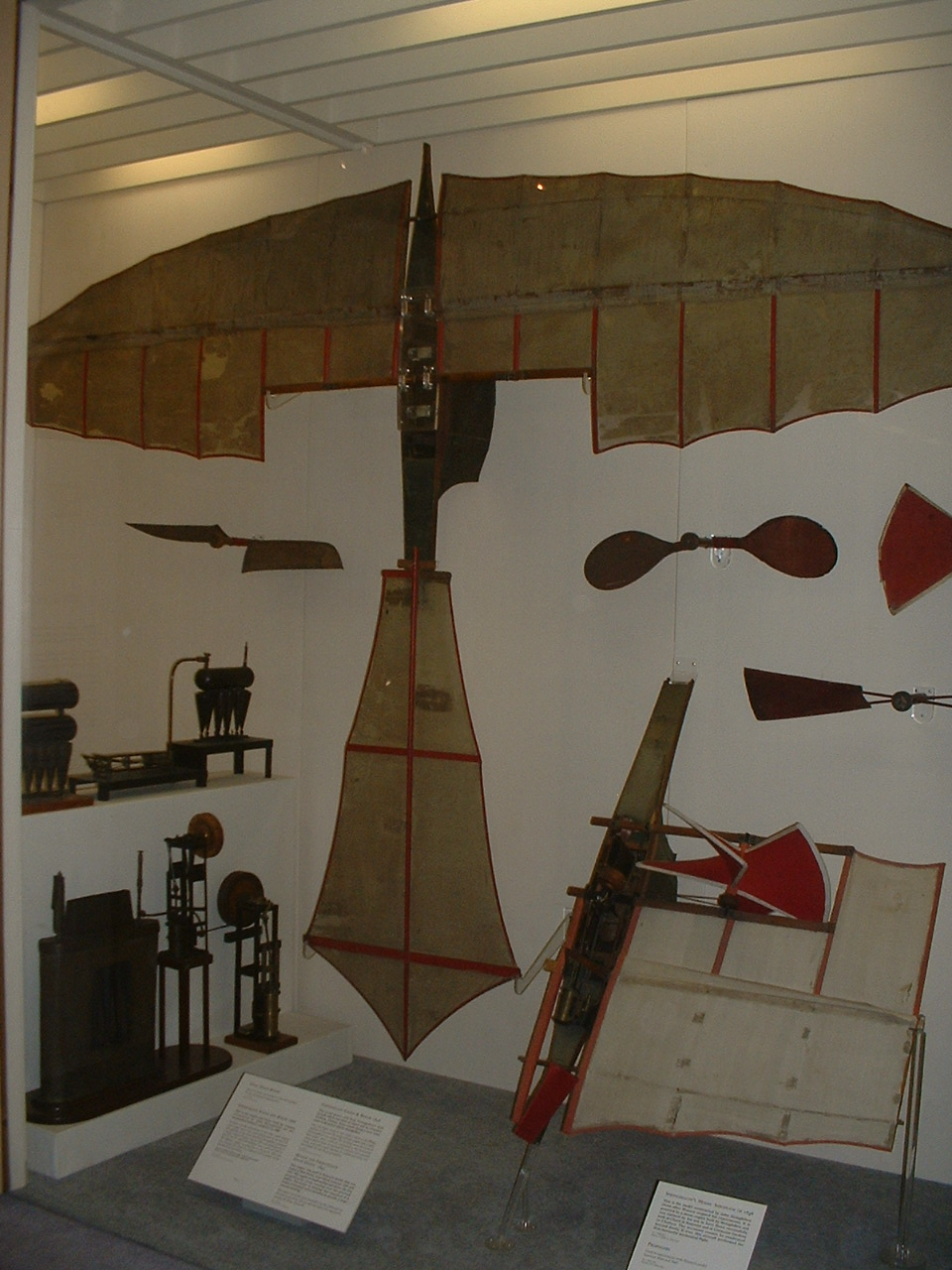
A máquina voadora de John Stringfellow no Museu de Ciências de Londres.

John Stringfellow (✰ Sheffield, 1799; ✝ Local desconhecido, 13 de dezembro de 1883), é conhecido por seu trabalho (em conjunto com William Samuel Henson) na "aerial steam carriage" (Ariel), ou "carruagem aérea a vapor", uma "máquina voadora" patenteada em 1842.
Ambos obtiveram reconhecimento público, apesar de ter sido Stringfellow quem conseguiu efetuar o primeiro voo em 1848, no galpão de uma fábrica abandonada em Chard, chegando a 3 m de altura com sua máquina a vapor.